# 唐虞
唐虞或尧舜是中国上古时期中原部落联盟首领唐尧和虞舜的合称。
其对于黄河流域的开发出现中国历史上第一个治世，后人称为唐虞之治或者唐虞时代。

## 时间
作为上古中国黃河流域地区的一个治世，唐虞在很多史籍中指代唐虞执政的那段时间。《论语·泰伯》中记载“唐虞之际，於斯为盛。」《史記·汲鄭列傳》记载「陛下内多欲而外施仁义，奈何欲效唐虞之治乎！ 」而宋朝刘过的《沁园春·寿》词中也提到“平章处，看人如伊吕，世似唐虞。」

## 空间
指代上古中国中原地区一帶，四方部落的方位相对比唐虞之地。
根据《史記·匈奴列傳》记载：“唐虞以上有山戎、猃狁、荤粥，居于北蛮，随畜牧而转移。”，但現代學者指出山戎等戎狄與匈奴等遊牧民族並沒有關係。

## 习俗
很多近代风俗来源于唐虞时代。据说龙图腾也来源于唐虞。